# Data di copertina
Con data di copertina ci si riferisce alla data stampata sulle copertine delle pubblicazioni periodiche, come ad esempio riviste e fumetti. In alcune pubblicazioni, la data di copertina potrebbe non essere stampata sulla copertina, ma all'interno della copertina o in una pagina interna. Non indica necessariamente la data di messa in vendita della pubblicazione.

## Riviste
Negli Stati Uniti, in Canada e nel Regno Unito, la pratica abituale è di stampare sulla copertina delle riviste una data di qualche settimana o mese successiva alla data di pubblicazione effettiva. Ci sono due ragioni per questa discrepanza: in primo luogo, per permettere alla rivista di apparire "attuale" ai consumatori anche dopo che è rimasta in vendita per qualche tempo (dato che non tutte le riviste vengono vendute immediatamente); in secondo luogo, per informare gli edicolanti quando una rivista non venduta può essere rimossa e ritornata alla casa editrice o distrutta (in questi casi, la data di copertina è anche la data di ritiro).
I settimanali (come il Time e Newsweek) riportano, generalmente, la data della settimana successiva. I mensili (come il National Geographic Magazine) riportano la data del mese successivo alla data di pubblicazione effettiva.
In altre nazioni, la data di copertina generalmente corrisponde o ha una differenza di tempo minore rispetto alla data di pubblicazione.
È raro per le riviste mensili riportare un particolare giorno del mese: quindi, le uscite vengono datate maggio 2005 e così via, mentre le riviste settimanali riportano anche l'indicazione del giorno (ad esempio, 17 maggio 2005).

## Fumetti
La pratica generale per la maggior parte delle case editrici di fumetti, fin dalla creazione del fumetto negli anni trenta, era datare le singole uscite stampando il nome del mese (e, più tardi, anche dell'anno) di due mesi successivo alla data di pubblicazione effettiva. Per esempio, un'uscita del 1951 di Superman che riportava la data di luglio era effettivamente pubblicata due mesi prima di quella data (quindi a maggio). Nel 1973, la differenza tra le date venne aumentata a tre mesi; nel 1989, la discrepanza venne riportata nuovamente a due mesi, nonostante le case editrici utilizzassero già un proprio sistema di datazione, diverso da una casa editrice all'altra.
Una delle due case editrici statunitensi maggiori, la DC Comics, continua a stampare la data di copertina sulla copertina dell'albo. La Marvel Comics smise di stampare la data in copertina nell'ottobre 1999; da allora, la data viene stampata nell'indice interno dell'albo.